# Star City (Indiana)
Star City es un lugar designado por el censo ubicado en el condado de Pulaski en el estado estadounidense de Indiana. En el Censo de 2010 tenía una población de 344 habitantes y una densidad poblacional de 128,2 personas por km².

## Geografía
Star City se encuentra ubicado en las coordenadas 40°58′28″N 86°33′41″O / 40.97444, -86.56139. Según la Oficina del Censo de los Estados Unidos, Star City tiene una superficie total de 2.68 km², de la cual 2.68 km² corresponden a tierra firme y (0%) 0 km² es agua.

## Demografía
Según el censo de 2010, había 344 personas residiendo en Star City. La densidad de población era de 128,2 hab./km². De los 344 habitantes, Star City estaba compuesto por el 99.71% blancos, el 0% eran afroamericanos, el 0% eran amerindios, el 0% eran asiáticos, el 0% eran isleños del Pacífico, el 0% eran de otras razas y el 0.29% pertenecían a dos o más razas. Del total de la población el 0.29% eran hispanos o latinos de cualquier raza.